# 佐兰·埃尔采格
佐兰·埃尔采格（1985年1月11日—），塞爾維亞籃球運動員，現在效力於土耳其籃球聯賽球隊加拉塔薩雷。他也代表塞爾維亞國家籃球隊參賽。